# Boboiești, Neamț
Boboiești (în trecut, Boboiești-Dolia) este un sat în comuna Pipirig din județul Neamț, Moldova, România. Satul actual cuprinde și fostul sat Dolia, desființat în perioada interbelică.
Etimologie: „de la numele de familie Baboi (atestat la 1774-1775, când sunt menționați Ursu Baboi din Pipirig, Gheorghii Baboi și Neculau Baboi din Fundul Pipirigului și existent și astăzi în s. Boboiești) cu sufixul colectiv  -ești. – După tradiția locală, numele satului ar proveni de la acela al unui argat al boierului Guzodin, de pe vremea lui Petru Rareș, numit Boboc, cel care ar fi făcut satul” (vezi Micul dicționar toponimic al Moldovei (structural și etimologic). Partea 1. Toponime personale, Iași, Editura Universității Alexandru Ioan Cuza", 2014, p. 46; cf. DRA, II, 460 461 și NALR–DATE, 239).
 Acest articol despre o localitate din județul Neamț este deocamdată un ciot. Puteți ajuta Wikipedia prin completarea lui.